# David Beckham
Sir David Robert Joseph Beckham, angleški nogometaš, * 2. maj 1975, Leytonstone, London, Anglija, Združeno kraljestvo.
Beckham je bivši član nogometnega kluba Los Angeles Galaxy iz Kalifornije, kamor je prestopil v sezoni 2007/08 po eni izmed največjih športnih pogodb do današnjega dne iz španskega nogometnega kluba Real Madrid. Beckham se nahaja tudi na Peléjevi listi FIFA 100 in je sicer svetovno prepoznana tržna ikona.
V igri je udeležen kot desni ali centralni zvezni igralec. Svojo profesionalno kariero je začel v ekipi kluba Manchester United leta 1992, pri 17 letih. Postal je tudi član nogometne reprezentance Anglije in njen kapetan, kar je ostal vse do konca svetovnega prvenstva v nogometu 2006.
Leta 2013 je pri pariškem Paris Saint-Germainu končal z aktivnim igranjem.